# 松崎杏香
松崎 杏香（まつざき きょうか 、2000年9月13日 - ）は、名古屋テレビ放送（メ〜テレ）のアナウンサー。元BS朝日学生キャスター。

## 来歴
三重県四日市市出身。四日市市立羽津中学校、四日市メリノール学院高等学校、上智大学法学部法律学科を卒業した。上智大学在学時にはテレビ朝日アスクに在籍し、Ameba newsBS朝日のニュースの学生キャスターを務めた。大学時代はチアダンスのサークルにも所属していた。
2021年、大学3年時に行われた学生アナウンス大賞ファイナリストに選ばれた。
大学卒業後の2023年4月にメ〜テレへ入社した。同期アナウンサーには尾形杏奈がいる。アップ!の「学生応援宣言 高校球児の夏」、ドデスカ!の天気コーナー（南雲穂波休暇による代演）などを経て、同年9月21日のメ〜テレNEWSで初鳴きした。
また同局アナウンサーの望木聡子、尾形杏奈と共に2023年度名古屋市消防局広報アンバサダーを2024年3月まで務めた。

## 人物
趣味は旅行の計画、旬探し、美味しい飲食店探し、食品サンプル収集など

## 出演番組
- ドデスカ!お天気キャスター（木・金曜 2023年10月 - 2024年9月）→（祝日2024年10月- ）
- ドデスカ!+（水曜日サブMC、2025年4月2日-,毎週金曜中継、2024年10月4日 - ）
- ドデスカ! (土曜日)（ドデスカ!ドようびデス。）（らしいの真相　2023年10月-）

## 広報活動等
- 名古屋市消防局広報アンバサダー（2023年度）